# Phoenix (együttes)
A Phoenix (az 1980-as években Transsylvania Phoenix) Románia legrégebbi és legismertebb rockzenekara.

## Történelem
1962-ben alapították temesvári egyetemi hallgatók Sfinţii (Szentek) néven, de a kommunista rezsim elvárásait figyelembe véve hamar át kellett nevezniük. Kezdetben a beat irányzatot követték, de később kipróbálták a rockzene különböző stílusirányzatait: a pszichedelikus rockot, a hard rockot és a progresszív rockot. Saját hangjukat végül az autentikus román folklórból merítő etnorockban találták meg.

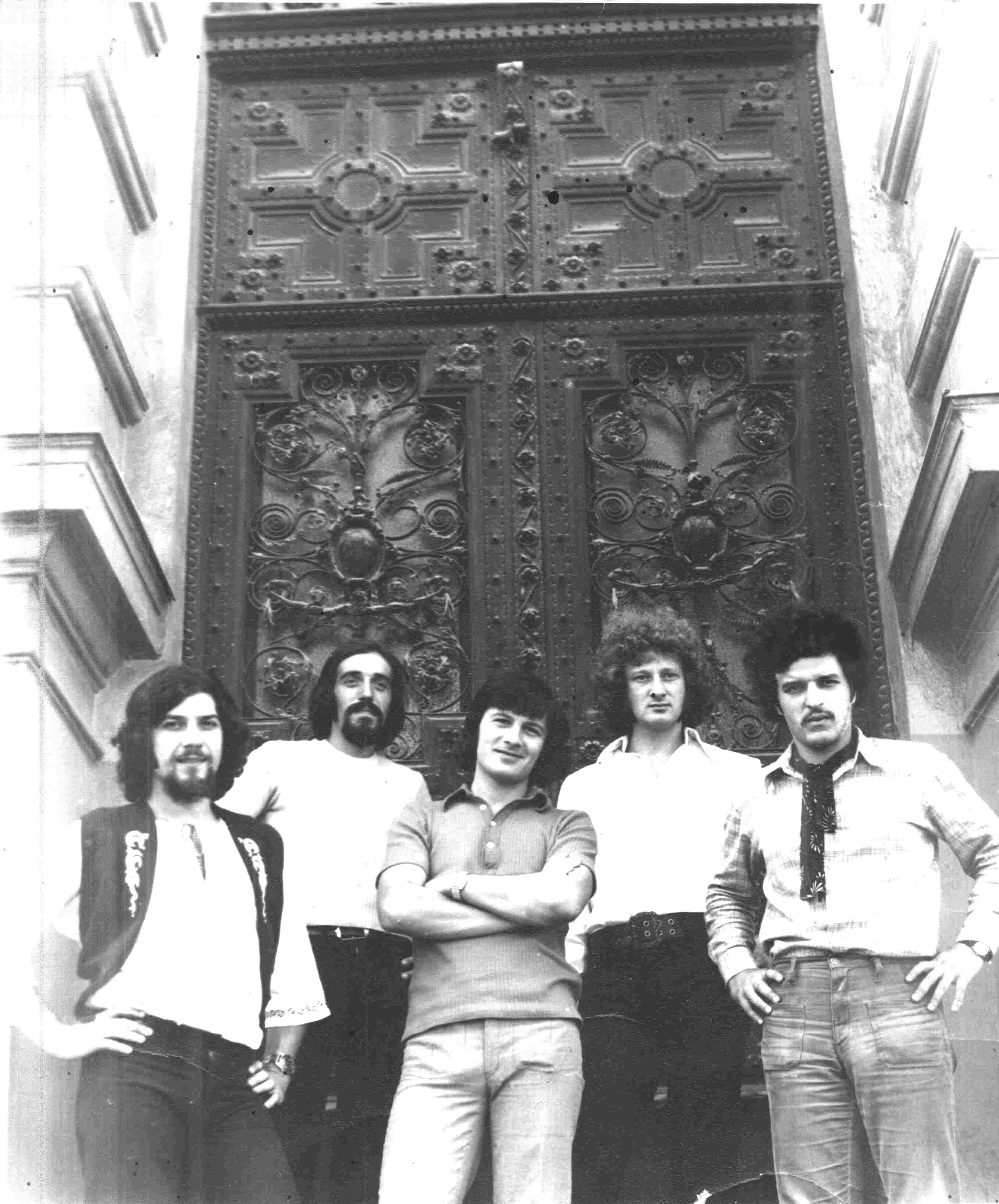
A Phoenix az aranykorban (1972−1973). Balról jobbra: Nicolae Covaci, Valeriu Sepi, Mircea Baniciu, Josef Kappl és Costin Petrescu

Meghatározó tagjai a frontember Nicu Covaci mellett Ovidiu Lipan dobos és Mircea Baniciu énekes voltak. A multikulturális temesvári közegben meghatározó volt a más nemzetiségű tagok – Josef Kappl és a 2010-ben elhunyt Kamocsa Béla (a Bega Blues Band alapítója) szerepe is.
Bár az együttes egyre népszerűbb lett, a kommunista hatalom egy évre betiltotta. Az együttes tagjai a fojtogató légkör miatt az emigráció mellett döntöttek: a legálisan Hollandiába távozó Covaci 1977-ben kalandos körülmények között szöktette át társait Jugoszláviába.
A pályafutását az NSZK-ban folytató együttesben nézeteltérések támadtak: Covaci a román dalok játszása mellett tette le voksát, míg Kapplék nyitni szerettek volna az angol nyelvű szövegek felé. Ez az 1980-as évek elején az együttes szétválásához vezetett. A Transsylvania Phoenix néven futó együttesben Covaci maradt az egyetlen román tag, de az új, német tagok is megtanulták a román nyelvű szövegeket. 1989-re visszatért a tagok közé Lipan és Manfred Neumann.
Az 1989-es forradalom után szinte mindannyian visszatértek Romániába, ahol csatlakozott hozzájuk az otthon maradt Mircea Baniciu. A hazai közönség nagy lelkesedéssel fogadta az együttest. A 2002-es 40. jubileumot több megakoncerttel ünnepelték. Később azonban Covaci, illetve Lipan és Baniciu között ellentét támadt a jogdíjak körül, ami pereskedésig fajult.

## Jelenlegi tagok
- Bogdan Bradu – vokál. 2007 óta tag.
- Josef Kappl – basszusgitár, vokál, hegedű, furulya. Dalszerző, 1971 óta tag, kisebb megszakításokkal.
- Ovidiu Lipan – dob. 2001 óta állandó tag, korábban 1974 és 1978, 1980-1981, valamint 1984 és 1998 között játszott az együttesben.
- Mani Neumann – hegedű, furulya, vokál. 1989 óta állandó tag, korábban 1978 és 1981 között is zenélt a zenekarban.
- Ionut Contraş – háttérvokál, ütősök. 1998 óta tag.
- Cristi Gram – elektromos gitár. 2004 óta tagja az együttesnek.

## Korábbi tagok
- Nicu Covaci – gitár, vokál. Zeneszerző és alapító tag, 1962 óta tagja volt az együttesnek. 2024-ben elhunyt.
- Mircea Baniciu – vokál, gitár. 2001 és 2007 között, azt megelőzően pedig 1971 és 1976 között volt tag.
- Moni Bordeianu (1962–1970, 1977–1978) – vokál
- Kamocsa Béla (1962–1970) – dob, basszusgitár
- Günther Reininger (1966–1971, 1974–1976) –- zongora, billentyűsök, vokál
- Costin Petrescu (1972–1975, 1990) – dob
- Valeriu Sepi (1971–1974) – ütősök
- Erlend Krauser (1976–1978) – hegedű, gitár
- Ulli Heidelberg (1978–1980) – hegedű, gitár, vokál
- Christoph Bank (1978) – basszus
- Meinolf Bauschulte (1979–1980) – dob, vokál
- Volker Vaessen (1992–1993, 1999–2000) – basszusgitár
- Tom Buggie (1980–1981) – basszusgitár
- Adi Pavlovici (1962–1963) – gitár, vokál
- Liviu Butoi (1970–1972) – oboa, furulya
- Eugen Gondi (1975) – dob

## Lemezeik

### Romániai kiadványok
- Vremuri, 1968, EP
- Floarea stâncilor, 1969, EP
- Cei ce ne-au dat nume, 1972, LP (1999-ben CD-n is megjelent)
- Meşterul Manole, 1973, EP
- Mugur de fluier, 1974, LP (1999-ben CD-n is megjelent)
- Cantofabule, 1975, 2LP

### Német kiadványok (Transsylvania Phoenixnév alatt)
- Transsylvania, 1981, LP
- Ballade For You/The Lark, 1987, kislemez
- Tuareg/Mr. G's Promises, 1988, kislemez
- Tuareg, 1988, maxi

### 1989 utáni román kiadványok
- Ciocîrlia/Perestroika, 1990, kislemez
- Remember Phoenix, 1991, LP
- SymPhoenix/Timişoara, 1992, CD/MC/2LP
- Evergreens, 1993, CD/MC
- Cantafabule - Bestiar, 1996, CD
- Aniversare 35, 1997, CD/MC
- Vremuri, anii '60..., 1998, CD/MC
- Ora-Hora, 1999, Promo Maxi-CD
- În umbra marelui urs, 2000, CD/MC, 2003-ban În umbra marelui URSS címmel is megjelent
- Baba Novak, 2005